# Димитър Хаджилиев
Димитър Георгиев Хаджилиев е български писател и преводач.

## Биография
Хаджилиев е роден в 1895 година в Крива паланка, тогава в Османската империя, днес в Северна Македония. В 1913 година завършва с последния двадесет и седми випуск Солунската българска мъжка гимназия. Става учител в село Гърбино, Кюстендилско, където преподава до 1916 година, когато заминава за фронта за да вземе участие в Първата световна война.
След войната после учи в Търговската академия във Виена, която завършва в 1923 година. Работи като счетоводител до 1933 година и в Търговското дружество на платопродавците до 1945 г. Директор е на Реалистичния театър от 1936 до 1937 г.
След Деветосептемврийския преврат в 1944 година е редактор на вестник „Народна борба“ от 1946 до 1950 година. Борис Делчев го нарича:
| „ | ...младият по дух и вечно усмихнат Димитър Хаджилиев... | “ |

## Творчество
Първите си произведения Хаджилиев печата в списание „Пламък“. В 1929 година излиза сборникът му „Камъните говорят“, посветен на Септемврийското въстание. В същата година превежда „На Западния фронт нищо ново“ на Ремарк. В 1932 година издава антологията „Покрусена България“.